# Simposi (Xenofont)
El Simposi o banquet (grec : Συμπόσιον) és una obra de l'autor grec Xenofont que va registrar la discussió de Sòcrates i els seus convidats en un simposi organitzat per Calias per a Autòlic, fill de Licó - identificat per alguns estudiosos com el Licó que més tard es va convertir en un dels acusadors de Sòcrates durant el seu judici. L'obra té lloc l'any 421 aC.
Mentre que el Simposi de Plató consisteix en una sèrie de llargs discursos que lloen l'amor, el de Xenofont està dominat per comentaris i rèpliques enginyoses. Sorgeix un duel de paraules entre Sòcrates i Calias, i es demana a cadascú dels participants al simposi que descriguin de què està més orgullós. Totes les respostes són humorístiques o paradoxals; Sòcrates, per exemple, s'enorgulleix dels seus coneixements de l'art del proxenetisme. La història arriba al seu punt culminant quan Sòcrates lloa l'amor de Calias per Autòlic.